# Lepidonotus carinulatus
Lepidonotus carinulatus är en ringmaskart som först beskrevs av Grube 1870.  Lepidonotus carinulatus ingår i släktet Lepidonotus och familjen Polynoidae. Inga underarter finns listade i Catalogue of Life.